# Strukturovaná kabeláž

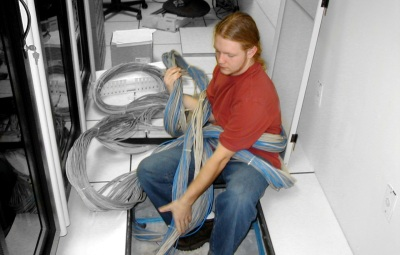
Odebírání strukturované kabeláže

Strukturovaná kabeláž je obecné označení metalických a optických prvků, které umožňují propojení jednotlivých uživatelů v rámci počítačové sítě. Je to univerzální systém, který:
- podporuje přenos digitálních i analogových signálů,
- u něhož se přípojné body instalují i tam, kde momentálně nejsou potřeba,
- který používá datové kabely se čtyřmi kroucenými páry a optické kabely,
- u kterého se předpokládá dlouhá technická i morální životnost,
- jehož správná funkčnost je pro firmu stejně tak důležitá jako fungování elektrických rozvodů a dalších prvků firemní infrastruktury.

V případě klasických metalických vedení, která dnes v oblasti strukturované kabeláže v běžných pracovních prostředích dominují, tvoří rozvody strukturované kabeláže následující komponenty:

## Telekomunikační zásuvky
Slouží pro připojení koncových uživatelských zařízení - např. stolní počítač, notebook, analogový nebo ISDN telefon, VoIP telefon či síťová tiskárna. Nejčastěji se tyto zásuvky dodávají v dvouportovém provedení - tj. u jednoho uživatele slouží jeden port pro připojení počítače nebo notebooku, druhý port pak pro připojení telefonu. Telekomunikační zásuvky bývají umístěny přímo v pracovních prostorách (např. kancelářích) každé budovy, a to buď přímo ve zdi, v parapetních žlabech, případně podlahových systémech tak, aby byly lehce dostupné.

## Patch panely
Na rozdíl od běžně dostupných zásuvek jsou patch panely umístěny v rozvaděčích v telekomunikační místnosti a nejsou tedy pro běžné uživatele přístupné. Patch panely slouží správci sítě k připojení jednotlivých uživatelů do aktivních zařízení, jako jsou switche nebo telefonní ústředny. Pro připojení vodičů do zářezových konektorů se používá narážecí nástroj.

## Horizontální kabely
Jedná se o měděné kabely obsahující čtyři kroucené páry, které vzájemně propojují již zmíněné telekomunikační zásuvky a patch panely.

## Patch kabely
Jedná se o propojovací kabely, jejichž užití bylo již naznačeno výše; umožňují totiž připojení uživatelských zařízení do počítačové sítě na straně telekomunikačních zásuvek a připojení jednotlivých portů patch panelů do aktivních zařízení na straně rozvaděče.
U všech výše zmíněných komponent je již od roku 1991, kdy vznikl první standard pro strukturovanou kabeláž, přesně definován způsob jejich použití, jsou dány jejich elektrické vlastnosti a je přesně specifikováno fyzické rozhraní, které umožňuje jejich vzájemné propojení do jednoho celku.

## Historie
Do začátku 80. let fungovala většina počítačových sítí v režimu host/terminál. Aplikace i data byly uloženy centrálně na hostitelském počítači a uživatelské stanice, tzv. terminály, s nimi tímto centralizovaným způsobem zacházely. Vzhledem ke znakovému charakteru tohoto typu komunikace nebylo potřeba v terminálových sítích budovat speciální vysokokapacitní přenosové cesty.
Převaha terminálových sítí skončila v roce 1981, kdy společnost IBM uvedla na trh první osobní počítač. Tento nový typ pracovní stanice, který byl na rozdíl od terminálů vybaven lokální pamětí a vlastními výstupy k připojení periferií, znamenal pro uživatele zcela odlišný - decentralizovaný - způsob práce. Tato větší samostatnost ale přinesla dva zásadní problémy: 1. obtížnou správu pracovních stanic (tj. řešení problémů a instalaci aplikací) a především 2. složitou vzájemnou spolupráci uživatelů. Bylo tedy třeba najít způsob, který by umožňoval vzájemné propojení stále se rozšiřujících osobních počítačů, díky kterému by bylo možné, stejně jako dříve v terminálových sítích, sdílet soubory, aplikace a nákladné periferie.
Na začátku vzniklo několik řešení od různých výrobců. Odlišnosti v použitých technologiích a rozdílnost v komponentech těchto nových systémů ale vedly k jejich vzájemné nekompatibilitě. Řešením bylo navržení univerzálního systému, který by stanovil doporučující standardy určující elektrické a fyzické vlastnosti kabelů i spojovacího hardware. Na začátku 90. let proto požádala americká státní instituce ANSI (American National Standards Institute) organizace TIA (Telecommunications Industry Association) a EIA (Electronic Industries Alliance) o navržení jednotného standardu pro kabelážní systémy. Jako jedna z nejvhodnějších se jevila možnost založit nový kabelážní systém na řešení americké telekomunikační společnosti AT&T, která pro přenos dat využívala vlastních, již existujících telefonních rozvodů v administrativních budovách. Tyto rozvody měly hvězdicovitou topologii a jako hlavní přenosové médium používaly kroucený pár. Výsledkem práce standardizační komise byla první norma pro strukturovanou kabeláž, která byla uveřejněna v červenci roku 1991 s označením ANSI/TIA/EIA 568 a společně s technickými bulletiny TSB-36 a TSB-40 vydanými o něco později definovala základní přenosové požadavky kategorie 3, 4 a 5.
V roce 1995 byla vydána první aktualizace této normy nazvaná ANSI/TIA/EIA 568A a rovněž první verze mezinárodní normy ISO/IEC 11801. O rok později, v roce 1996, byla organizací CENELEC vydána první evropská norma pro strukturovanou kabeláž s označením EN 50173. Od ní je odvozena i norma ČSN EN 50173, která je závazná pro Českou republiku. V důsledku rozvoje nových vysokorychlostních protokolů (např. Gigabitového Ethernetu) byly v roce 2000 a 2002 tyto normy aktualizovány. Aktualizace definují nové parametry, které musí komponenty strukturované kabeláže splňovat, aby bylo možné dostát novým požadavkům. Standardy byly doplněny o další měřené nebo počítané parametry jako jsou PSNEXT, PSACR, PSELFEXT, Delay Skew atd.

## Kategorie podle výkonnosti
V případě hodnocení prvků strukturované kabeláže se nejčastěji hovoří o dělení na tzv. kategorie. Těch dnes existuje několik a každá z nich je definována ve standardech. Základní rozdělení prvků strukturované kabeláže je tedy následující:
- Kategorie 3 (Cat. 3) - je nejnižší kategorií. U prvních sítí se komponenty kategorie 3 používaly pro přenos hlasu i dat. Dnes se již prvky kategorie 3 ve většině případů používají pouze pro telefonní rozvody (např. propojovací ISDN panely, kabely k telefonní ústředně či propojovací šňůry k telefonnímu přístroji). Maximální přenosová rychlost, které bylo možné dosahovat na kabelážích kategorie 3, byla 10 Mb/s (protokol 10Base-T).

- Kategorie 4 (Cat. 4) - tato kategorie se již téměř nepoužívá. Byla spojována především se společností IBM a jejími prvky pro sítě Token Ring. Kategorie 4 byla silně zastoupená především v USA, v evropských standardech nebyla nikdy zmíněna.

- Kategorie 5 (Cat. 5) - tato kategorie byla schválena v roce 1995. Nyní je již nahrazena kategorií 5E – tzn. stejně jako v případě kategorie 3 a 4, se jedná již o historickou kategorii. Maximální přenosová rychlost, které bylo možné dosahovat na komponentech kategorie 5 byla 100 Mb/s (tzv. Fast Ethernet, protokol 100Base-T).

- Kategorie 5E (Cat. 5E) – vychází z kategorie 5 a má i stejnou šířku pásma (tj. 100 MHz). Z důvodu cenové dostupnosti je v této chvíli kategorie 5E stále nejrozšířenější kategorií ve strukturované kabeláži. Umožňuje přenosovou rychlost 1 Gigabit/s a garantuje funkčnost všech standardizovaných protokolů až po 1000BASE-T.

- Kategorie 6 (Cat. 6) - tato kategorie byla schválena v roce 2002. Pracuje s šířkou pásma 250 MHz. Stejně jako kategorie 5E i kategorie 6 umožňuje přenosovou rychlost 1 Gigabit/s a garantuje funkčnost všech standardizovaných protokolů až po 1000BASE-T.

- Kategorie 6A (Cat. 6A) – tato kategorie umožňuje přenosovou rychlost 10 Gigabit/s, garantuje funkčnost všech standardizovaných protokolů včetně 10GBASE-T a poskytují šířku přenosového pásma 500 MHz.

- Kategorie 7 (Cat. 7) - tato kategorie byla poprvé zmíněna již v roce 1997, nicméně schválení se dočkala až v roce 2002, a to navíc pouze pro kabel a nikoli pro spojovací hardware (tj. zásuvky, patch panely atd.). Pracovní frekvence kategorie 7 je nyní 600 MHz.

- Kategorie 7A (Cat. 7A) - předchozí kategorie 7 je z důvodu malého odstupu šířky pásma od komponentů kategorie 6A (500 MHz vs. 600 MHz) postupně nahrazována touto novou kategorií s dvojnásobnou šířkou pásma - tj. 1000 MHz.
- Kategorie 8 (Cat. 8) - vznikla v roce 2014, na šířce pásma 2000 MHz nabízí na krátkých vzdálenostech (perm. link do 24 m nebo chan. link do 30 m) přenosovou rychlost 25/40 GHz.